# Сент-Фер-ла-Монтань
Сент-Фер-ла-Монта́нь (фр. Sainte-Feyre-la-Montagne) — коммуна во Франции, находится в регионе Лимузен. Департамент коммуны — Крёз. Входит в состав кантона Фельтен. Округ коммуны — Обюссон.
Код INSEE коммуны — 23194.

## Население
Население коммуны на 2010 год составляло 129 человек.
| 1962 | 1968 | 1975 | 1982 | 1990 | 1999 | 2010 |
| ---- | ---- | ---- | ---- | ---- | ---- | ---- |
| 133  | 138  | 133  | 144  | 144  | 122  | 129  |

## Экономика
В 2010 году среди 77 человек трудоспособного возраста (15—64 лет) 56 были экономически активными, 21 — неактивными (показатель активности — 72,7 %, в 1999 году было 72,0 %). Из 56 активных жителей работали 50 человек (30 мужчин и 20 женщин), безработных было 6 (4 мужчины и 2 женщины). Среди 21 неактивных 6 человек были учениками или студентами, 10 — пенсионерами, 5 были неактивными по другим причинам.